# Monster High: Rémek, kamera, felvétel
A Monster High: Rémek, kamera, felvétel amerikai 3D-s számítógépes animációs film, amely a Monster High-sorozat egyik egész estés filmje.

## Történet
A Monster High-ban halad tovább az élet, ám Van Raussen, Draculaura egyik ellensége, gonosz dolgot forral. Ő akar lenni a vámpírok uralkodója. Ám amint ezt Draculaura megtudja, meg akarja keresni az igazi trónörököst, régi barátnőjét, Elisabetet.

## Szereplők
- Viperine Gorgon – Duce húga, Hollywoodban színészkedik.
- Clawdia Wolf – Clawdeen nővére, forgatókönyvíró.
- Elisabet – Draculaura régi barátnője, ő az igazi trónörökös/vámpírkirálynő.
- Honey Swamp – Trópusi szörny, színésznő akar lenni.
- Van Raussen – Draculaura ellensége, mindenre elszánt, mindent megtesz, hogy hatalomra törjön.

## Magyar hangok
- Szabó Zselyke – Draculaura
- Talmács Márta – Clawdeen Wolf
- Mezei Kitty – Cleo de Nile
- Andrádi Zsanett – Abby Bomidable
- Pál Tamás – Clawd Wolf
- Sánta Annamária – Rebeca Stream
- Előd Botond – Woodoo
- Győrfi Anna – Elisabet
- Haumann Petra – Viperine Gorgon
- Kardos Eszter – Honey Swamp
- Sallai Nóra – Clawdia Wolf
- Faragó András – Van Raussen